# Садовский (исчезнувший хутор)
Садовский — исчезнувший хутор в Ростовской области. Хутор находился близ левого берега реки Сал, примерно в 12 км северо-западнее станции Гашун. 

## История
Основан донскими калмыками. Относился к юрту станицы Власовской Сальского округа Области Войска Донского. Первоначально известен как хутор Садовый. Согласно данным первой Всероссийской переписи населения в 1897 году на хуторе Садовом проживало 260 душ мужского и 247 женского пола.
Согласно алфавитному списку населённых мест Области Войска Донского 1915 года на хуторе имелись хуторское правление и приходское училище, земельный надел хутора составлял 3550 десятин, в нём насчитывалось 108 дворов, в которых проживали 256 мужчин и 235 женщин.
В результате Гражданской войны население хутора резко сократилось. Согласно первой Всесоюзной переписи населения 1926 года население хутора Садовского составило 139 человек, все - калмыки. Хутор относился к Власовскому сельсовету Зимовниковского района Сальского округа Северо-Кавказского края.
Дата упразднения хутора не установлена. После образования национального Калмыцкого района, в ходе административно-территориальных преобразований хутор оказался за его пределами. Предположительно население было переселено в новый хутор Садовский.

## Население
Динамика численности населения
| 1897 | 1915 | 1926 |
| ---- | ---- | ---- |
| 507  | 491  | 139  |